# 주일본 대한민국 대사
주일본 대한민국 대사 또는 주일대사는 대한민국 외교부 산하 주 일본 대한민국 대사관의 장이다. 직급은 대사이다. 현재 대사는 2024년 8월 취임한 박철희 전 국립외교원장이다.

## 상세

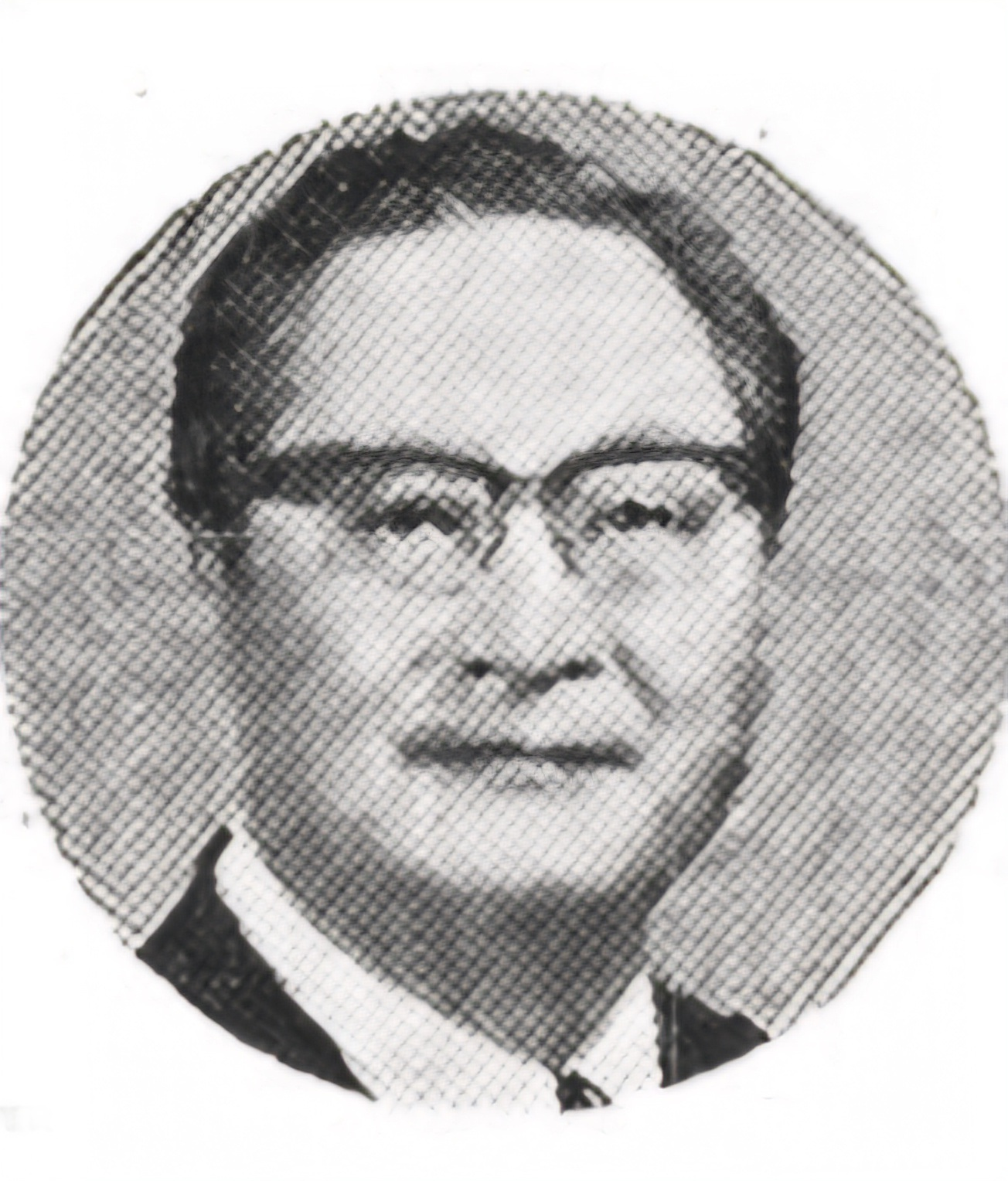
초대 주일 대사 김동조

1948년 12월부터 1965년 12월까지 주일본한국대표부가 설치되었으며, 당시 공관장의 직급은 공사였다. 1965년 12월 주일본한국대표부가 대사관으로 승격되며 대사가 장을 맡게 되었다. 그리하여 제14대 김동조 대표부 공사(1964. 10.~1965. 12.)가 제1대 주일대사(1965. 12.~1967. 10.)를 지냈다. 장관급 예우를 받는 대사직 중 하나이다.

## 역대 대사
주일 한국대표부는 1948년부터 1964년까지 존재하였으며, 1964년 주일 한국대사관으로 승격되었다.
| 대수               | 성명           | 임기                                    |
| ------------------ | -------------- | --------------------------------------- |
| 제1대 대표부 공사  | 정한경(鄭翰景) | 1948년 12월~1949년 2월                  |
| 제2대 대표부 공사  | 정환범(鄭桓範) | 1949년 2월~1950년 1월                   |
| 제3대 대표부 공사  | 신흥우(申興雨) | 1950년 2월~1950년 5월                   |
| 제4대 대표부 공사  | 김용주(金龍周) | 1950년 6월~1951년 6월                   |
| 제5대 대표부 공사  | 신성모(申性模) | 1951년 6월~1951년 12월                  |
| 제6대 대표부 공사  | 김용식(金容植) | 1951년 12월~1957년 5월                  |
| 제7대 대표부 공사  | 김유택(金裕澤) | 1957년 5월~1958년 9월                   |
| 제8대 대표부 공사  | 유태하(柳泰夏) | 1958년 10월~1959년 3월                  |
| 제9대 대표부 공사  | 유태하(柳泰夏) | 1959년 3월~1960년 4월                   |
| 제10대 대표부 공사 | 이재항(李載沆) | 1960년 7월~1960년 9월                   |
| 제11대 대표부 공사 | 엄요섭(嚴堯燮) | 1960년 9월~1961년 3월                   |
| 제12대 대표부 공사 | 이동환(李東煥) | 1961년 7월~1961년 12월                  |
| 제13대 대표부 공사 | 배의환(裵義煥) | 1961년 12월~1964년 10월                 |
| 제14대 대표부 공사 | 김동조(金東祚) | 1964년 10월~1965년 12월                 |
| 제1대 대사         | 김동조(金東祚) | 1965년 12월~1967년 10월                 |
| 제2대 대사         | 엄민영(嚴敏永) | 1967년 9월 1967년 10월~1969년 12월 10일 |
| 제3대 대사         | 이후락(李厚洛) | 1970년 1월~1970년 12월                  |
| 제4대 대사         | 이호(李澔)     | 1971년 1월~1973년 12월                  |
| 제5대 대사         | 김영선(金永善) | 1974년 1월~1978년 12월                  |
| 제6대 대사         | 김정렴(金正濂) | 1979년 1월~1980년 8월                   |
| 제7대 대사         | 최경록(崔慶祿) | 1980년 9월~1985년 10월                  |
| 제8대 대사         | 이규호(李奎浩) | 1985년 11월~1988년 4월                  |
| 제9대 대사         | 이원경(李源京) | 1988년 4월~1991년 3월                   |
| 제10대 대사        | 오재희(吳在熙) | 1991년 3월~1993년 4월                   |
| 제11대 대사        | 공노명(孔魯明) | 1993년 4월~1994년 12월                  |
| 제12대 대사        | 김태지(金太智) | 1995년 1월~1998년 4월                   |
| 제13대 대사        | 김석규(金奭圭) | 1998년 5월~2000년 3월                   |
| 제14대 대사        | 최상용(崔相龍) | 2000년 3월~2002년 2월                   |
| 제15대 대사        | 조세형(趙世衡) | 2002년 2월~2004년 3월                   |
| 제16대 대사        | 라종일(羅鍾一) | 2004년 3월~2007년 3월                   |
| 제17대 대사        | 유명환(柳明桓) | 2007년 3월~2008년 3월                   |
| 제18대 대사        | 권철현(權哲賢) | 2008년 4월~2011년 6월                   |
| 제19대 대사        | 신각수(申珏秀) | 2011년 6월~2013년 5월                   |
| 제20대 대사        | 이병기(李丙琪) | 2013년 6월~2014년 8월                   |
| 제21대 대사        | 유흥수(柳興洙) | 2014년 8월~2016년 6월                   |
| 제22대 대사        | 이준규(李俊揆) | 2016년 7월~2017년 10월                  |
| 제23대 대사        | 이수훈(李洙勲) | 2017년 10월~2019년 4월                  |
| 제24대 대사        | 남관표(南官杓) | 2019년 5월~2021년 1월                   |
| 제25대 대사        | 강창일(姜昌一) | 2021년 1월~2022년 7월                   |
| 제26대 대사        | 윤덕민(尹德敏) | 2022년 7월~2024년 7월                   |
| 제27대 대사        | 박철희(朴喆熙) | 2024년 8월~2025년 7월 14일              |
| 직무대리           |                | 2025년 7월 14일~                        |

## 같이 보기
- 대한민국의 대외 관계
- 주일본 대한민국 대사관
- 한일 관계